# Fläckskogstrast
Fläckskogstrast (Hylocichla mustelina) är en nordamerikansk tätting i familjen trastar.

## Utseende
Fläckskogstrast är en medelstor trast med brun övre halva och vit med bruna fläckar på den undre halvan. Honorna och hanarna ser ungefär lika ut. Den är känd för hanens vackra sång, vissa menar till och med att det är den vackraste fågelsången i Nordamerika.

## Utbredning och systematik
Fläckskogstrast är en nordamerikansk tätting. Den häckar i ett vidsträckt område tvärs över Nordamerika och övervintrar i Centralamerika och södra Mexiko. I Europa är den en mycket tillfällig gäst med endast sex dokumenterade fynd, det senaste från Azorerna 2023.

### Släktskap
Fläckskogstrasten placeras som enda art i släktet Hylocichla. Arten är nära släkt med andra skogstrastar i släktet Catharus, samt de nordamerikanska arterna sitkatrast och aztektrast.

## Ekologi
Fläckskogstrasten är en allätare. Den äter framför allt larver och ryggradslösa djur som den finner på och strax under jordytan. Den äter också frukt. På sommaren äter den insekter i stort sett kontinuerligt för att få i sig dagsbehovet. Den är solitär, men bildar ibland flockar som innehåller individer från olika arter. Fläckskogstrasten hävdar revir av en storlek från 800 till 28000 kvadratmeter. Den är monogam och häckningssäsongen börjar på våren. Ungefär 50% av de häckande paren hinner föda upp två kullar under säsongen, med en storlek av två till fyra ungar.

## Fläckskogstrasten och människan

### Status och hot
Fläckskogstrasten är en vida spridd och i allmänhet vanligt förekommande fågel. De senaste åren har den dock listats som nära hotad av internationella naturvårdsunionen IUCN baserat på studier som visade att den minskar kraftigt i antal på grund av habitatförstörelse både på häckplats och i övervintringsområdet. Enligt senare studier har denna minskning dock mattats av något, varför IUCN sedan 2020 återigen kategoriserar fläckskogstrasten som livskraftig. Beståndet uppskattas till i storleksordningen tolv miljoner vuxna individer.

### Fläckskogstrasten i kulturen
Fläckskogstrast är officiell fågel för staten District of Columbia i USA.

### Namn
Fågeln har i svensk litteratur även enbart kallats skogstrast.